# MEG – Niclot
Die Lokomotive NICLOT der Mecklenburgischen Eisenbahngesellschaft, benannt nach dem slawischen Fürsten Niklot, war eine Güterzugdampflokomotive der Bauart 1B. Eine gleichnamige Lokomotive war bereits in den 1840er Jahren auf der Berlin-Hamburger Eisenbahn zum Einsatz gekommen.

## Geschichte
Nach der Betriebsaufnahme auf der Strecke Schwerin–Rostock wurde bald deutlich, dass das gestiegene Frachtaufkommen mit den vorhandenen Lokomotiven nicht mehr abgewickelt werden konnte. Der Transport des gesonderten Güterzuges auf dieser Strecke konnte mit Lokomotiven der Gattung II sichergestellt werden. Da diese Lokomotiven jedoch für die Geschwindigkeiten im Personenverkehr ausgelegt waren, orderte man von Borsig 1859 eine baugleiche Lokomotive mit jedoch auf 1370 mm verkleinerten Treibrädern. Eingesetzt wurde die Lokomotive auf der Strecke Hagenow–Rostock bis zum Ende der 1860er Jahre und wurde dann unter anderem von den Lokomotiven der Gattung VIII abgelöst. Danach war die Maschine noch bis 1903 im Rangierdienst und untergeordneten Streckendienst zu finden. Bei der Verstaatlichung zur  Großherzoglich Mecklenburgischen Friedrich-Franz-Eisenbahn 1890 erhielt die Lokomotive die Nummer 54, fünf Jahre später erfolgte die Umnummerierung zu 301.

## Konstruktive Merkmale
Die Lokomotive besaß einen innenliegenden Gabelrahmen. Der dreischüssige Langkessel hatte auf dem mittleren Kesselschuss einen Dampfdom. Der Stehkessel besaß eine überhöhte Feurbüchsdecke und ein Sicherheitsventil.
Das Zweizylinder-Nassdampftriebwerk war außenliegend. Die Zylinder waren waagerecht angeordnet, und die Kuppelstangen arbeiteten auf die erste Achse. Die Schieberkästen waren wie die Stephenson-Steuerung innenliegend.
Die Kuppelachsen waren mittels untenliegenden Blattfedern am Rahmen abgefedert. Dem Gewichtsausgleich dienten Ausgleichshebel zwischen den Federn. Die vorderen Laufräder wurden durch obenliegende Blattfedern am Rahmen abgefedert. 
Die Schraubenbremse befand sich am Tender. Die Lokomotive verfügte über ein Führerhaus mit Seitenfenstern.